# Rey Isaac
Artikeln följer den spanska namnseden; faderns efternamn är Isaac och moderns efternamn Vaillant.
Rey Isaac Vaillant, född den 3 januari 1973 i Santiago de Cuba, är en kubansk före detta basebollspelare som tog guld för Kuba vid olympiska sommarspelen 1996 i Atlanta.